# Forsthaus Seebeck
Forsthaus Seebeck ist eine Wüstung im Gebiet der Woiwodschaft Westpommern in Polen.
Die Wüstung liegt in Hinterpommern, etwa 80 Kilometer nordöstlich von Stettin und etwa 30 Kilometer südlich von Kołobrzeg (Kolberg), nahe dem nördlichen Ufer des Studnica (Steudnitzsee).
An dieser Stelle lag das Vorwerk Klein Seebeck, das zu dem Rittergut in Sternin gehörte; in der Nähe lag das Vorwerk Groß Seebeck. In Ludwig Wilhelm Brüggemanns Ausführlicher Beschreibung des gegenwärtigen Zustandes des Königlich-Preußischen Herzogtums Vor- und Hinterpommern (1784) sind bei Sternin „die auf der sogenannten gemeinen Heide angelegten Feldgüter und Rittersitze, Seebeck und Goehl“ genannt. Klein Seebeck wurde nach 1846 der Landgemeinde Seebeck-Popiel zugeordnet, die  bei der Separation der umliegenden Ortschaften gebildet wurde. Heinrich Berghaus (1867) führt Klein Seebeck in diesem Zusammenhang als ein Vorwerk auf. Um 1863 kam Klein Seebeck aber wieder zum Gutsbezirk Sternin.
Ab 1904 bildete Klein Seebeck einen Teil des neugebildeten Forstgutsbezirks Sophienwalde. Die Umgebung wurde aufgeforstet und an Stelle des Vorwerks das Forsthaus Seebeck angelegt. Mit der Auflösung des Forstgutsbezirks im Jahre 1928 wurde Forsthaus Seebeck in die Gemeinde Reselkow eingegliedert. Bis 1945 bildete Forsthaus Seebeck einen Wohnplatz der Gemeinde Reselkow und gehörte mit dieser zum Landkreis Kolberg-Körlin.
Nach 1945 kam Forsthaus Seebeck, wie ganz Hinterpommern, an Polen. Heute liegt der Ort wüst. Die Wüstung liegt im Gebiet der polnischen Gmina Rymań (Landgemeinde Roman).